# Miki (Kagawa)
Miki (三木町?) è una cittadina giapponese della prefettura di Kagawa.